# Taxa de canvi
En finances, la taxa de canvi entre dues monedes especifica quin és el valor d'una moneda en relació amb una altra, que es mesura pel nombre d'unitats de moneda d'un país que es necessiten per adquirir una unitat monetària de l'altre. També se l'anomena habitualment tipus de canvi. Per exemple, a 6 d'octubre del 2005 1 euro val 137,26 iens japonesos (1 ien val 0.007284 euros) i 0,6820 lliures esterlines (1 lliura esterlina val 1,4669 euros). Hi ha dos sistemes de taxes de canvi:
- Taxa de canvi fixa: és determinada rígidament pel Banc Central emissor de la moneda determinada, que estableix un canvi fix d'una moneda respecte a una altra. Per exemple, les monedes que havien de ser reemplaçades per l'euro tenien, anys abans de la seva desaparició, un canvi fix respecte a la nova moneda de la Unió Econòmica i Monetària europea.
- Taxa de canvi flexible o flotant: en aquest cas es determina pel joc de l'oferta i la demanda dels mercats financers mundials i pot canviar diàriament. Al llarg de la història els tipus de canvis han tendit a flexibilizar-se. En 1973 els EUA va decidir abandonar el patró or.